# BET Awards 2021
Die BET Awards 2021 waren die 21. von Black Entertainment Television (BET) vergebenen BET Awards, die an Künstler in den Bereichen Musik, Schauspiel, Film und Sport vergeben wurden. Die Verleihung fand am 27. Juni 2021 im Microsoft Theater, Los Angeles, Kalifornien statt. Die Moderation übernahm Taraji P. Henson. Nachdem 2020 wegen der COVID-19-Pandemie in den Vereinigten Staaten virtuell stattfand, war für die 2021er Veranstaltung ein geimpftes Publikum zugelassen. Der Abend stand unter dem Motto „Year of the Black Woman“.
Am häufigsten nominiert waren DaBaby und Megan Thee Stallion mit sieben Nominierungen. Letztere war mit vier gewonnenen Preisen auch die Siegerin des Abends.
Der BET Lifetime Achievement Award wurde an Queen Latifah vergeben.

## Liveauftritte
| Künstler | Song(s) |
| --- | --- |
| Lil Baby Kirk Franklin                                                                                             | We Win |
| Migos Cardi B | Straightenin Type Shit |
| H.E.R. | We Made It |
| Moneybagg Yo | Wockesha Time Today |
| DaBaby | Ball If I Want To |
| Megan Thee Stallion                                                                                                | Thot Shit |
| Tyler, the Creator                                                                                                 | Lumberjack |
| Jazmine Sullivan Maxine Waters Ari Lennox                                                                          | Tragic On It |
| Roddy Ricch | Late at Night |
| Lil Nas X | Montero (Call Me by Your Name) |
| Silk Sonic | Leave the Door Open |
| City Girls | Twerkulator |
| Rapsody Monie Love Lil’ Kim MC Lyte                                                                                | Tribute to Queen Latifah: Ladies First U.N.I.T.Y. |
| DJ Khaled Lil Durk Lil Baby Megan Thee Stallion H.E.R. DaBaby                                                      | Hats Off Every Chance I Get I Did It |
| Andra Day | Strange Fruit Tigress & Tweed |
| Method Man Westside Gunn Benny the Butcher Conway the Machine Michael K. Williams Swizz Beatz The Lox Busta Rhymes | Tribute to DMX: Get at Me Dog Hood Blues Where the Hood At? X Gon’ Give It to Ya Slippin’ Let Me Fly Ruff Ryders’ Anthem (Remix) Party Up (Up in Here) The Prayer IV |
| BET Amplified Stage                                                                                                | |
| Tone Stith | FWM |
| Mereba | Rider |

## Gewinner und Nominierte
Die Gewinner sind fett markiert und vorangestellt.
| Album of the Year | Video of the Year |
| --- | --- |
| - Heaux Tales – Jazmine Sullivan - After Hours – The Weeknd - Blame It on Baby – DaBaby - Good News – Megan Thee Stallion - King’s Disease – Nas - Ungodly Hour – Chloe x Halle | - Cardi B featuring Megan Thee Stallion – WAP - Cardi B – Up - Chloe x Halle – Do It - Chris Brown and Young Thug – Go Crazy - Drake featuring Lil Durk– Laugh Now Cry Later - Silk Sonic – Leave the Door Open |
| Coca-Cola Viewers’ Choice Award | Best Collaboration |
| - Megan Thee Stallion featuring Beyoncé – Savage (Remix) - Cardi B featuring Megan Thee Stallion – WAP - Chris Brown and Young Thug – Go Crazy - DaBaby featuring Roddy Ricch – Rockstar - DJ Khaled featuring Drake – Popstar - Drake featuring Lil Durk– Laugh Now Cry Later - Lil Baby – The Bigger Picture - Silk Sonic – Leave the Door Open | - Cardi B featuring Megan Thee Stallion – WAP - DaBaby featuring Roddy Ricch – Rockstar - DJ Khaled featuring Drake – Popstar - Jack Harlow featuring DaBaby, Tory Lanez and Lil Wayne – Whats Poppin (Remix) - Megan Thee Stallion featuring DaBaby – Cry Baby - Pop Smoke featuring Lil Baby and DaBaby – For the Night |
| Best Female R&B/Pop Artist | Best Male R&B/Pop Artist |
| - H.E.R. - Beyoncé - Jazmine Sullivan - Jhene Aiko - Summer Walker - SZA | - Chris Brown - 6lack - Anderson .Paak - Giveon - Tank - The Weeknd |
| Best Female Hip Hop Artist | Best Male Hip Hop Artist |
| - Megan Thee Stallion - Cardi B - Coi Leray - Doja Cat - Latto - Saweetie | - Lil Baby - DaBaby - Drake - J. Cole - Jack Harlow - Pop Smoke |
| Best Group | Best New Artist |
| - Silk Sonic - 21 Savage and Metro Boomin - Chloe x Halle - Chris Brown and Young Thug - City Girls - Migos | - Giveon - Coi Leray - Flo Milli - Jack Harlow - Latto - Pooh Shiesty |
| Dr. Bobby Jones Best Gospel/Inspirational Award | BET Her Award |
| - Kirk Franklin – Strong God - BeBe Winans – In Jesus Name - CeCe Winans – Never Lost - H.E.R. – Hold Us Together - Marvin Sapp – Thank You for It All - Tamela Mann – Touch from You | - SZA – Good Days - Alicia Keys featuring Khalid – So Done - Brandy featuring Chance the Rapper – Baby Mama - Bri Steves – Anti Queen - Chloe x Halle – Baby Girl - Ciara featuring Ester Dean – Rooted |
| Video Director of the Year | Best Movie |
| - Bruno Mars and Florent Déchard - Benny Boom - Cole Bennett - Colin Tilley - Dave Meyers - Hype Williams | - Judas and the Black Messiah - Der Prinz aus Zamunda 2 - Ma Rainey’s Black Bottom - One Night in Miami... - Soul - The United States vs. Billie Holiday |
| Best Actress | Best Actor |
| - Andra Day - Angela Bassett - Issa Rae - Jurnee Smollett - Viola Davis - Zendaya | - Chadwick Boseman - Aldis Hodge - Damson Idris - Daniel Kaluuya - Eddie Murphy - Lakeith Stanfield |
| YoungStars Award | Sportswoman of the Year |
| - Marsai Martin - Alex R. Hibbert - Ethan Hutchison - Lonnie Chavis - Michael Epps - Storm Reid | - Naomi Ōsaka - A’ja Wilson - Candace Parker - Claressa Shields - Serena Williams - Skylar Diggins-Smith |
| Sportsman of the Year | Best International Act |
| - LeBron James - Kyrie Irving - Patrick Mahomes II - Russell Westbrook - Russell Wilson - Stephen Curry | - Burna Boy (Nigeria) - Aya Nakamura (Frankreich) - Diamond Platnumz (Tansania) - Emicida (Brasilien) - Headie One (UK) - Wizkid (Nigeria) - Young T & Bugsey (UK) - Youssoupha (Frankreich) |
| Best New International Act | Lifetime Achievement Award |
| - Bree Runway (UK) - Arlo Parks (UK) - Bramsito (Frankreich) - Elaine (Südafrika) - MC Dricka (Brasilien) - Ronisia (Frankreich) - Tems (Nigeria) | - Queen Latifah |